# E804号線
E804号線 (E804ごうせん、英: European route E804) はスペインにあり、ビルバオ – サラゴサを結ぶ、欧州自動車道路のBクラス幹線道路。

## 経路
- スペイン
  - E70号線 – ビルバオ
  - E80号線,E05号線 – ミランダ・デ・エブロ
  - E90号線,E07号線 – サラゴサ